# Шкељзен Шаља
Шкељзен Шаља (алб. Shkëlzen Shala, Приштина, 22. април 1983) албански је предузетник, гастроном и активиста са Косова и Метохије.

## Биографија
Рођен је 22. априла 1983. године у албанској породици у Приштини. Деда му је био познати земљорадник у Југославији, а отац професор. Студирао је сценографију и економију на Универзитету у Приштини.
Током детињства је водио заједно са својим братом ресторан у Приштини који је потом проширен у хотел под називом Гарден. Хотел, који је пројектовао сам Шаља без помоћи професионалних архитекати, почео је да привлачи домаће и међународне познате личности као што су Софија, грофица од Весекса, Дуа Липа, Ера Истрефи, Ељвана Ђата и Арилена Ара, између осталих.
Постао је веган након што је погледао два документарна филма које се односе на веганство, и након чега је почео да промовише веганство у разним националним медијима на Косову и Метохији, међу којима су Радио-телевизија Косова и Kohavision. Године 2020. отворио је први ресторан на Косову и Метохији који служи искључиво веганску храну.
Ожењен је Арзом с којом има две ћерке — Арију и Ану. Има брата Шпенда и сестре Шћипју и Шћипоњу.